# کاستلو مولینا دی فیمه
کاستلو مولینا دی فیمه (به ایتالیایی: Castello-Molina di Fiemme) یک کومونه در ایتالیا است که در ترنتینو واقع شده‌است.
 کاستلو مولینا دی فیمه ۵۴٫۵ کیلومتر مربع مساحت و ۲٬۱۷۲ نفر جمعیت دارد و ۹۰۰ متر بالاتر از سطح دریا واقع شده‌است.